# Zone de secours Campine
(nl) Hulpverleningszone Kempen
La zone de secours Campine, en néerlandais hulpverleningszone Kempen, est l'une des 34 zones de secours de Belgique et l'une des cinq zones de la province d'Anvers.
Elle tient son nom de la Campine (Kempen en néerlandais), une sous-région de Belgique.

## Caractéristiques

### Communes protégées
La zone de secours  couvre les 15 communes suivantes: 
Balen, Dessel, Geel, Grobbendonk, Herenthout, Herentals, Hulshout, Herselt, Laakdal, Meerhout, Mol, Olen, Retie, Vorselaar, et Westerlo.

## Casernes
Voir aussi: Liste des services d'incendie belges
La zone Campine possède 7 casernes situées à :
- Balen
- Geel
- Grobbendonk
- Herentals
- Herenthout
- Mol
- Westerlo

### Textes législatifs
- Arrêté Royal du 2 février 2009 déterminant la délimitation territoriale des zones de secours (Moniteur belge du 17 février 2009).